# 不速之客 (2016年電影)
《不速之客》是2016年出品的一部懸疑犯罪題材電影，由韓國導演林代雄執導，黎明、耿樂、韓彩英等演出，於2016年4月1日在中國大陸上映。

## 情節介紹
故事講述任職銷售經理的鄭凱事業正在步入佳境，並準備與未婚妻琳琳結婚，然而因下屬的一次
失誤，使他成了唯一的承擔人，面臨失業及巨額賠償。在失意醉酒之際，坐上了一輛神秘的黑車。由於沒錢繳付車資而給司機留下了電話，希望第二天付款。從第二天開始，司機頻頻打電話給鄭凱，要跟他做朋友。接下來，曾經與鄭凱發生過衝突的前上司遭離奇殺害，各種嫌疑無可避免地指向他，鄭凱懷疑司機與上司謀殺案有關，想說服妻子逃離深圳，擺脫賠償及司機的糾纏，但司機已經找上門來，展開了一場生死搏鬥的驚險故事。

## 主要角色
- 黎明－鄭凱，是個高級白領，一次醉酒後，陰差陽錯地坐上了耿樂所開的黑車，原本幸福平靜的生活從此被一步步打破，後來連未婚妻琳琳亦遭遇危險，鄭凱挺身護花，盡顯男子氣概。
- 韓彩英－琳琳，是個時尚的攝影師，鄭凱未婚妻，為了家庭甘願放棄事業。正當她準備與未婚夫鄭凱結婚之際，卻發現鄭凱突然變得行為可疑，更撞見自稱是鄭凱朋友的陌生男子在家裡洗澡。
- 耿樂－是個計程車司機，也是一名變態殺手，在短時間內以殘忍的手段殺害了四人，殺人動機各有不同，但均與其成長環境有關。
- 大寶哥－公司的高管，與鄭凱是對頭，並對鄭凱提出各種問題進行考核。
- 童冰玉－琳琳上司
- 祝延平－盛志剛
- 于娜－於娜
- 袁冰妍－阿旭

## 電影歌曲
- 主題曲：《不語》（作曲：火星電台；填詞：火星電台；主唱：許嵩）